# イアン・ウーズナム
イアン・ウーズナム（Ian Woosnam, 1958年3月2日 - ）は、ウェールズのプロゴルファーである。1991年のマスターズ・トーナメント優勝者で、男子ゴルフの世界ランキング1位も通算「50週」保持した名選手である。ウーズナムという姓が読みづらいことから“Woosie”（ウージー）と呼ばれている。これまでにヨーロッパツアーで28勝、国際試合で通算8勝を挙げ、マスターズを含めると総計「37勝」を記録している。身長165cm、体重76kgで、プロゴルファーとしても小柄な体格だが、全盛期はツアー屈指の飛ばし屋であり、ベルンハルト・ランガーをして「あの小さな身体でボールをあんなに飛ばせるのだから、彼のスイングが理想のスイングだ」と言わしめた。また、全盛期に日本のゴルフクラブメーカーと契約し、来日してクラブフィッティングを行っていたことでも知られる。

## 概要
両親はウェールズ人で、イングランド領のオスウェストリー生まれ。少年時代、ウェールズとイングランドの国境に接したコースでゴルフを学んだが、その練習場は15ホールがウェールズ領に、他の3ホールはイングランド領に入っていたという。1976年にプロ入り。1982年に「エーベル・スイス・オープン」でプロ初優勝を飾る。1983年からアメリカ代表チームとヨーロッパ選抜代表チームで争われるゴルフ団体戦「ライダーカップ」のヨーロッパ選抜代表に選ばれ、以後1997年の大会まで「8回連続」出場を果たす。1987年と1990年の2度ヨーロッパツアーの賞金王（賞金ランキング1位）に輝いたが、最初の1987年はヨーロッパツアーでの年間獲得賞金額で「100万ドル」を突破した史上初の選手になった。33歳で臨んだ1991年の第55回マスターズ・トーナメントで、2位に1打差の11アンダーパー（-11, 72-66-67-72の277ストローク）でキャリア唯一のメジャー優勝を果たした。ウーズナムは3日目終了時点で-11で単独首位、最終日の4月13日は最終組でトム・ワトソンと午後1時59分（日本時間14日午前2時59分）スタートで廻った。最終日にウーズナムがスコアを伸ばせないでいると、米国のワトソンとスペインのホセ・マリア・オラサバルが追撃してきた。1組前のオラサバルは13番ホールから3連続バーディで、15番ホール終了時点で-11。ワトソンはパットが不調で出入りの激しいラウンドだったが、13番ホールで5mのパットを入れイーグル、15番ホールでも第2打をピン左2.5mにつけて、この日2つめのイーグルを奪って-11。15番ホール終了時点から17番ホール終了時点まで3人が-11に並び、最終18番ホール（パー4）で勝敗が分かれた。まず、オラサバルが18番ホールに臨んだが、ドライバーでの第1打がフェアウェイ左のバンカーに捕まり、続く7番アイアンでの第2打もグリーン手前のバンカーに捕まって、3オン2パットのボギーで-10に後退。最終組の18番ホールの第1打のドライバーショットは、ワトソンがフェアウェイ右の林に打ち込むと、ウーズナムはドローボールで攻めてフェアウェイ左の浅いラフに打ち込み、二人とも第2打はリカバリーショットとなった。ワトソンは3番アイアンで攻めてグリーン手前のバンカーに捕まったのに対し、ウーズナムの9番アイアンのショットは前方のマウンドとバンカーを越え、グリーン左に少し外れたが成功した。ワトソンの第3打はピンに絡んでグリーン奥に3オンしたが距離を残し、短いボギーパットも外して3パットでダブルボギー、-9に後退して3位タイ。ウーズナムはパターで3オンして、残り8フィートを1パットで沈めてパーの逃げ切りで勝利したが、この日4回目の1パットでのパーセーブだった。
10年後の2001年、43歳で全英オープンに20度目の挑戦を行い（ロイヤルリザム＆セントアンズでの第130回大会）、久々にメジャー大会の優勝争いに絡んだ。3日目終了時点で、デビッド・デュバル、ベルンハルト・ランガー、アレクサンダー・チェイカと6アンダーで首位タイに並んだが、最終日の7月22日、ハプニングに見舞われた。最終ラウンド前の練習で、ウーズナムはこの日使うクラブを選定していたが、コースに出る際ウーズナムもキャディのマイルス・バーンもクラブセッティングの確認を怠り、バッグに規定の本数より1本多く入れた状態（ドライバーが2本で、計15本）でラウンドを開始、2番ホール（パー4）のティーグラウンドでティーショットを打つ前にそのミスに気づいたのである。このため、ウーズナムにはゴルフ規則により1番ホールのスコアに2打罰が加えられ、1番ホールのバーディがボギーとなった。最終日はデュバルが抜け出して、2位のニクラス・ファストに3打差、3位タイのウーズナムに4打差の10アンダー（274）で初優勝を飾った。試合後、「1番ホールはパー3で、アイアンでのティーショットだった。1番ホールがパー4か5だったら、ラウンド前に違反に気づいたはず」とコメントした。
2006年度のライダーカップで、ウーズナムは初めてヨーロッパ選抜チームの代表監督を務め、18.5点（ヨーロッパチーム）－9.5点（アメリカチーム）でヨーロッパを勝利に導いた。ウェールズ出身の選手がライダーカップの監督を務めたのは、大会史上3人目のことであった。50歳を迎えた2008年からは、ヨーロッパのシニアツアーでプレーしている。

## プロ優勝 (52)

### ヨーロピアンツアー (29)
| Legend                   |
| Major championships (1)  |
| Other European Tour (28) |

| No. | Date        | Tournament                             | 優勝スコア            | 打差    | 2位(タイ)                                                                 |
| --- | ----------- | -------------------------------------- | --------------------- | ------- | ------------------------------------------------------------------------- |
| 1   | 29 Aug 1982 | エベル・スイス・オープン               | −16 (68-68-66-70=272) | Playoff | ビル・ロングミュア                                                        |
| 2   | 5 Jun 1983  | Silk Cut Masters                       | −15 (68-69-67-65=269) | 3打差   | バーナード・ギャラガー                                                    |
| 3   | 8 Aug 1984  | Scandinavian Enterprise Open           | −4 (71-70-69-70=280)  | 3打差   | ピーター・テラベイネン                                                    |
| 4   | 21 Sep 1986 | Lawrence Batley International T.P.C.   | −11 (71-71-66-69=277) | 7打差   | ケン・ブラウン, ホセ・マリア・カニサレス                                  |
| 5   | 12 Apr 1987 | Jersey Open                            | −9 (68-67-72-72=279)  | 1打差   | ビル・マリー                                                              |
| 6   | 26 Apr 1987 | Cepsa Madrid Open                      | −19 (67-67-69-66=269) | 3打差   | ウェイン・グラディ                                                        |
| 7   | 11 Jul 1987 | Bell's Scottish Open                   | −20 (65-65-66-68=264) | 7打差   | ピーター・シニア                                                          |
| 8   | 20 Sep 1987 | トロフィー・ランコム                   | −24 (65-64-69-66=264) | 2打差   | マーク・マクナルティ                                                      |
| 9   | 30 May 1988 | ボルボPGA選手権                        | −14 (67-70-70-67=274) | 2打差   | セベ・バレステロス, マーク・ジェームズ                                    |
| 10  | 21 Aug 1988 | Carroll's Irish Open                   | −10 (68-70-70-70=278) | 7打差   | セベ・バレステロス, ニック・ファルド, マヌエル・ピネイロ, デス・スミス    |
| 11  | 11 Sep 1988 | パナソニック・ヨーロピアン・オープン   | −20 (65-66-64-65=260) | 3打差   | ニック・ファルド                                                          |
| 12  | 25 Jul 1989 | アイリッシュ・オープン                 | −10 (70-67-71-70=278) | Playoff | フィリップ・ウォルトン                                                    |
| 13  | 4 Mar 1990  | Amex Med Open                          | −6 (68-68-74=210)     | 2打差   | ミゲル・アンヘル・マーティン, エドアルド・ロメロ                          |
| 14  | 7 Jul 1990  | Torras Monte Carlo Open                | −18 (66-67-65-60=258) | 5打差   | コスタンティノ・ロッカ                                                    |
| 15  | 14 Jul 1990 | Bell's Scottish Open                   | −15 (72-62-67-68=269) | 4打差   | マーク・マクナルティ                                                      |
| 16  | 30 Sep 1990 | エプソン・グランプリ・オブ・ヨーロッパ | −13 (65-67-67-72=271) | 3打差   | マーク・マクナルティ, ホセ・マリア・オラサバル                            |
| 17  | 3 Mar 1991  | 富士通メディテラネアン・オープン       | −5 (70-71-71-67=279)  | 1打差   | マイケル・マクリーン                                                      |
| 18  | 14 Apr 1991 | マスターズ・トーナメント               | −11 (72-66-67-72=277) | 1打差   | ホセ・マリア・オラサバル                                                  |
| 19  | 6 Jul 1991  | Torras Monte Carlo Golf Open           | −15 (67-66-61-67=261) | 4打差   | アンダース・フォースブランド                                              |
| 20  | 4 Jul 1992  | ヨーロピアン・モンテカルロ・オープン   | −15 (66-65-66-64=261) | 2打差   | マーク・マクナルティ, Johan Rystrom                                       |
| 21  | 22 Aug 1993 | Murphy's English Open                  | −19 (71-67-65-66=269) | 2打差   | コスタンティノ・ロッカ                                                    |
| 22  | 19 Sep 1993 | トロフィー・ランコム                   | −13 (64-70-68-65=267) | 2打差   | サム・トーランス                                                          |
| 23  | 1 May 1994  | エール・フランス・カンヌ・オープン     | −17 (72-70-63-66=271) | 5打差   | コリン・モンゴメリー                                                      |
| 24  | 18 Sep 1994 | ダンヒル・ブリティッシュ・マスターズ   | −17 (71-70-63-67=271) | 4打差   | セベ・バレステロス                                                        |
| 25  | 28 Jan 1996 | ジョニー・ウォーカー・クラシック       | −16 (69-68-69-66=272) | Playoff | アンドリュー・コルタート                                                  |
| 26  | 4 Feb 1996  | ハイネケン・クラシック                 | −11 (69-71-65-72=277) | 1打差   | ポール・マッギンリー, ジャン・ヴァン・デ・ヴェルデ                        |
| 27  | 13 Jul 1996 | スコティッシュ・オープン               | +1 (70-74-70-75=289)  | 4打差   | アンドリュー・コルタート                                                  |
| 28  | 25 Aug 1996 | ボルボ・ジャーマン・オープン           | −20 (64-64-65=193)    | 6打差   | Thomas Gögele, ロバート・カールソン, イアン・パイマン, フェルナンド・ロカ |
| 29  | 26 May 1997 | ボルボPGA選手権                        | −13 (67-68-70-70=275) | 2打差   | ダレン・クラーク, アーニー・エルス, ニック・ファルド                      |

### PGAツアー (2)
| Legend                  |
| Major championships (1) |
| Other PGA Tour (1)      |

| No. | Date        | Tournament               | 優勝スコア            | 打差    | 2位                      |
| --- | ----------- | ------------------------ | --------------------- | ------- | ------------------------ |
| 1   | 24 Mar 1991 | USF&Gクラシック          | −13 (73-67-68-67=275) | Playoff | ジム・ハレット           |
| 2   | 14 Apr 1991 | マスターズ・トーナメント | −11 (72-66-67-72=277) | 1打差   | ホセ・マリア・オラサバル |

### その他 (15)
- 1979 News of the World Under-23 Match Play Championship
- 1982 Cacharel Under-25 Championship
- 1985 ザンビアオープン
- 1986 ケニアオープン
- 1987 サントリー世界マッチプレー選手権, 香港オープン, ミリオン・ダラー・チャレンジ (南ア), ワールドカップ (団体 with David Llewellyn・個人)
- 1988 Welsh Pro Championship
- 1990 サントリー世界マッチプレー選手権
- 1991 PGAグランドスラム・オブ・ゴルフ (米), ワールドカップ (個人)
- 1997 ヒュンダイモータース・マスターズ (韓国)
- 2001 シスコ世界マッチプレー選手権

### チャンピオンズツアー (1)
| No. | Date         | Tournament                         | 優勝スコア         | 打差    | 2位（タイ）                    |
| --- | ------------ | ---------------------------------- | ------------------ | ------- | ------------------------------ |
| 1   | 2015年5月3日 | インスペリティ・インビテーショナル | −11 (71-66-68=205) | Playoff | トム・レーマン, ケニー・ペリー |

### 欧州シニア (5)
| No. | Date        | Tournament                            | 優勝スコア         | 打差  | 2位（タイ）                                             |
| --- | ----------- | ------------------------------------- | ------------------ | ----- | ------------------------------------------------------- |
| 1   | 1 Jun 2008  | Parkridge Polish Seniors Championship | −14 (71-68-63=202) | 1打差 | ドミンゴ・ホスピタル                                    |
| 2   | 6 Jul 2008  | Russian Seniors Open                  | −12 (67-67-70=204) | 3打差 | アンヘル・フランコ                                      |
| 3   | 7 Jun 2009  | Irish Seniors Open                    | −2 (74-70-67=211)  | 1打差 | ボブ・ボイド                                            |
| 4   | 19 Jun 2011 | Berenberg Bank Masters                | −9 (71-70-66=207)  | 2打差 | アンヘル・フェルナンデス                                |
| 5   | 12 Oct 2014 | ダッチ・シニアオープン                | −11 (71-69-68=208) | 5打差 | フィリップ・ゴーディング, David J Russell, George Ryall |

### その他シニア優勝 (1)
- 2009 Handa Cupフィランスロピーシニアトーナメント (日本)